# ویلیام لوشنر
ویلیام لوشنر (انگلیسی: William Leushner; ۲۷ نوامبر ۱۸۶۳ – ۲۵ اکتبر ۱۹۳۵) تیرانداز اهل ایالات متحده آمریکا بود.
وی در مسابقات کشوری و بین‌المللی در مجموع برندهٔ ۱ مدال طلا، ۱ مدال نقره، ۲ مدال برنز شده‌است.